# 丝裂碱毛茛
丝裂碱毛茛（学名：Halerpestes filisecta）为毛茛科碱毛茛属下的一个种。